# Langues aux Seychelles
Les Seychelles ont trois langues officielles :
- le créole seychellois, langue courante à base lexicale française et langue maternelle de 95 % de la population et parlée par 97 %[3] de la population. On dit qu'il tient sa base du créole mascarin et est très proche du créole mauricien ;
- l'anglais, langue du colonisateur pendant plus d'un siècle et demi, il est parlé par 60 %[3] de la population et est principalement utilisé dans l'administration et les affaires ;
- le français, langue du premier colonisateur pendant sept décennies, parlé par 30 %[3] de la population (53 % en incluant les francophones partiels[4]), est utilisé principalement dans la presse écrite, l'affichage commercial et les cérémonies religieuses dominicales. À noter que les billets de banque ne sont écrits qu'en créole seychellois et en anglais, mais pas en français[5].

Beaucoup de Seychellois parlent également couramment l’italien et l’allemand.

## Principale langue parlée à la maison
| Rang | Langue             | # 2010 (foyers) | % 2010 | # 2002 (foyers) | % 2002 |
| ---- | ------------------ | --------------- | ------ | --------------- | ------ |
| 1    | Créole seychellois | 22 073          | 89,1   | 19 221          | 91,8   |
| 2    | Anglais            | 1 256           | 5,1    | 1 022           | 4,9    |
| 3    | Français           | 165             | 0,7    | 169             | 0,8    |
| -    | Autres             | 932             | 3,8    | 471             | 2,3    |
| -    | Non déclaré        | 344             | 1,4    | 50              | 0,2    |
|      | Total              | 24 770          | 100,0  | 20 933          | 100,0  |

## Langues les plus communément parlées dans les foyers
| Rang | Langue             | #      | %     |
| ---- | ------------------ | ------ | ----- |
| 1    | Créole seychellois | 19 221 | 91,8  |
| 2    | Anglais            | 1 022  | 4,9   |
| 3    | Français           | 169    | 0,8   |
| -    | Autres             | 471    | 2,3   |
| -    | Non rapporté       | 50     | 0,2   |
| -    | Total              | 20 933 | 100,0 |

| Rang | Langue             | #      | %     |
| ---- | ------------------ | ------ | ----- |
| 1    | Anglais            | 4 577  | 21,9  |
| 2    | Créole seychellois | 564    | 2,7   |
| 3    | Français           | 300    | 1,4   |
| -    | Autres             | 241    | 1,2   |
| -    | Aucune             | 15 251 | 72,9  |
| -    | Total              | 20 933 | 100,0 |

| Rang | Langue             | #      | %     |
| ---- | ------------------ | ------ | ----- |
| 1    | Français           | 1 782  | 8,5   |
| 2    | Anglais            | 177    | 0,8   |
| 3    | Créole seychellois | 139    | 0,7   |
| -    | Autres             | 107    | 0,5   |
| -    | Aucune             | 18 728 | 89,5  |
| -    | Total              | 20 933 | 100,0 |

## Trois langues principales parlées par la population
| Rang | Langue             | #      | %     |
| ---- | ------------------ | ------ | ----- |
| 1    | Créole seychellois | 74 593 | 91,2  |
| 2    | Anglais            | 3 760  | 4,6   |
| 3    | Français           | 451    | 0,6   |
| -    | Autres             | 2 951  | 3,6   |
| -    | Non rapporté       |        |       |
| -    | Total              | 81 755 | 100,0 |

| Rang | Langue             | #      | %     |
| ---- | ------------------ | ------ | ----- |
| 1    | Anglais            | 18 962 | 23,2  |
| 2    | Créole seychellois | 2 019  | 2,5   |
| 3    | Français           | 1 151  | 1,4   |
| -    | Autre ou aucune    | 59 623 | 72,9  |
| -    | Total              | 81 755 | 100,0 |

| Rang | Langue             | #      | %     |
| ---- | ------------------ | ------ | ----- |
| 1    | Français           | 7 188  | 8,8   |
| 2    | Créole seychellois | 620    | 0,8   |
| 3    | Anglais            | 608    | 0,7   |
| -    | Autre ou aucune    | 73 339 | 89,7  |
| -    | Total              | 81 755 | 100,0 |

| Rang | Langue             | #      | %     |
| ---- | ------------------ | ------ | ----- |
| 1    | Créole seychellois | 77 232 | 94,5  |
| 2    | Anglais            | 23 330 | 28,5  |
| 3    | Français           | 8 790  | 10,8  |
| -    | Total              | 81 755 | 100,0 |